# Todesfall Laye-Alama Condé
Der Todesfall Laye-Alama Condé ereignete sich um den Jahreswechsel 2004/05 in Bremen, nachdem der aus Sierra Leone stammende Asylbewerber Laye-Alama Condé (1969–2005; teilweise auch Laya-Alama Condé genannt) wegen Verdachts des Drogenhandels von der Polizei Bremen in Polizeigewahrsam genommen worden war. Er begann mit dem zwangsweisen Verabreichen von Brechmittel an Laye-Alama Condé im Polizeigewahrsam am 27. Dezember 2004 und endete mit dessen Tod in einer Bremer Klinik am 7. Januar 2005. Das juristische Verfahren gegen den Arzt des Beweissicherungsdienstes, der das Erbrechen herbeigeführt hatte, wurde 2013 im dritten Prozess eingestellt. Der Todesfall und die späteren Strafprozesse wurden überregional thematisiert. Das Land Bremen stoppte nach dem Todesfall den zwangsweisen Einsatz von Brechmitteln.

## Laye-Alama Condé
Folgende biografische Angaben zu Laye-Alama Condé sind in einer 2014 erschienenen Broschüre der Polizei Bremen zum Tod von Laye-Alama Condé enthalten. Dort wird als Quelle die „Vertreterin der Nebenklage (Frau Maleika)“ angegeben.

„Laye-Alama Condé wurde 1969 in der Stadt Kabala in Sierra Leone geboren. Im Jahr 2001 kam er […] nach Deutschland. In Hamburg stellte er einen Asylantrag. Für die Durchführung des Asylverfahrens wurde er der Stadt Bremen zugewiesen. Sein Asylantrag wurde abgelehnt. Von da an lebte er mit einer ‚Duldung‘ in Deutschland. […] Herr Condé lebte während der gesamten Zeit seines Aufenthaltes im Asylbewerberwohnheim in Bremen-Osterholz […]. Sein aufenthaltsrechtlicher Status, die ‚Duldung‘, bedeutete, dass er keine Arbeitserlaubnis hatte. Bei einem konkreten Stellenangebot hätte er dies nur mit Genehmigung der Ausländerbehörde annehmen dürfen und auch erst nach einer sogenannten ‚Vorrangprüfung‘ durch die Agentur für Arbeit. Laye-Alama Condé hatte guten Kontakt zu zwei in Hamburg lebenden Cousins, die er dort auch besuchte. Da er als ‚Geduldeter‘ in Bremen residenzpflichtig war, hätte er für diese Besuche jeweils eine Besuchserlaubnis benötigt. Er geriet ein oder zwei Mal in Hamburg ohne eine solche Besuchserlaubnis in Kontrollen. Wegen dieser Verstöße gegen die Residenzpflicht gab es Ordnungswidrigkeitsverfahren gegen ihn. Die Cousins von Laye-Alama Condé beschreiben ihn als zurückhaltenden, ruhigen Menschen, der politisch interessiert war und gern mit seinen Mitbewohnern im Heim diskutierte, wo er sich überwiegend aufgehalten haben soll. Die Mutter Laye-Alama Condés, die in den Verfahren gegen den Arzt als Nebenklägerin aufgetreten ist, lebt mittlerweile in Guinea […]. Condés Vater ist verstorben. Sein einziger Bruder, der zusammen mit der Mutter 2008 an der ersten Verhandlung in Bremen teilgenommen hatte, ist zwischenzeitlich ebenfalls verstorben.“

## Brechmitteleinsatz gegen Laye-Alama Condé

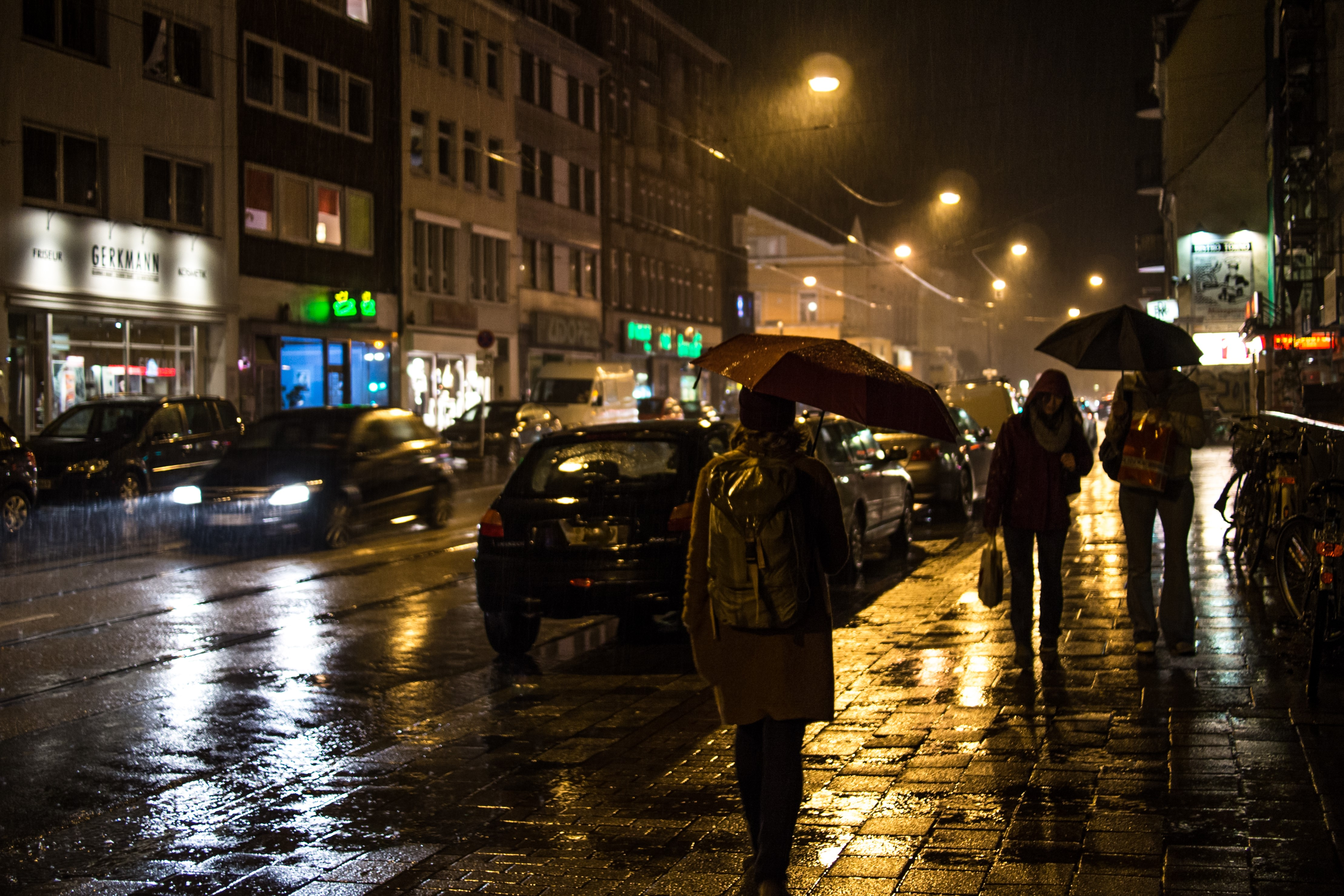
Nachtszene im Bremer „Viertel“ an der Sielwallkreuzung

Weil er im Verdacht stand, illegal mit Kokain gehandelt zu haben, wurde der unbestrafte 35-jährige Condé am 27. Dezember 2004 um 0:10 Uhr an der Sielwallkreuzung im Bremer „Viertel“ von zwei Polizisten vorläufig festgenommen und auf das Polizeipräsidium in Bremen-Vahr gebracht. Dabei sahen die Polizisten Schluckbewegungen und gingen davon aus, dass Condé Drogen verschluckt habe (sogenanntes Bodypacking). Ein Polizist ordnete daraufhin die Exkorporation (aus dem Körper holen) der Drogen gemäß § 81a StPO an, die gegen 1:10 Uhr von Igor V. vorbereitet wurde. Igor V. arbeitete für den ärztlichen Beweissicherungsdienst, ein privater Ableger des Institutes für Rechtsmedizin. Vor der Exkorporation wurde Condé untersucht. „Die im Stehen durchgeführte körperliche Untersuchung unter Einsatz eines Stethoskops und eines Blutdruckmessgeräts dauerte fünf Minuten und erbrachte keine Auffälligkeiten der Atmung, des Kreislaufs und der Nervensysteme.“
Die Exkorporation erfolgte damals in Bremen häufig durch Verabreichen von Ipecacuanhasirup. Andere Bundesländer hatten diese Methode wegen verschiedener Bedenken nie eingesetzt, bzw. hatten sie nach dem Todesfall Achidi John beendet. Auch die Bremische Bürgerschaft debattierte über den Fall. Die Grünen beantragten die Beendigung der Praxis der Brechmitteleinsätze; der Antrag wurde abgelehnt.
Entgegen seiner Ankündigung nahm Condé das ihm gereichte Brechmittel und Wasser nicht eigenständig ein. Deshalb sollte Condé nun zwangsweise das Brechmittel Ipecacuanhasirup über eine nasogastrale Sonde verabreicht werden. Condé wurde von den Polizisten gefesselt: die Hände auf dem Rücken mit Handschellen, die Füße mit einem Kabelbinder. Auf dem Untersuchungsstuhl wurde Condé an ein Messgerät zur Überwachung der Vitalwerte – Sauerstoffsättigung im Blut, Blutdruck und Puls – angeschlossen und eine Venenverweilkanüle gelegt. Durch Bewegen des Kopfes versuchte Condé zu verhindern, dass ihm ein 70 cm langer Schlauch mit der Magensonde über ein Nasenloch eingeführt wurde, weshalb ein Polizist Condés Kopf gegen die Rücklehne drückte. Gegen 1:30 Uhr setzte der Brechreiz ein. „[Condé] bemühte sich ‚nach Kräften, diesen zu unterdrücken, Erbrochenes im Mund zu behalten, wieder zu schlucken und nur das hochgewürgte Wasser durch die zusammengepressten Zähne austreten zu lassen […]‘.“ Vermutlich durch eine Zahnlücke wurde ein Kokainkügelchen herausgespült. Mindestens einmal musste die Magensonde neu gelegt werden. „Nachdem [Condé] sich bei kontinuierlicher Wasserzufuhr durch den [Arzt] drei- oder viermal erbrochen hatte, erlahmte mit der Zeit sein Widerstand zusehends, er wurde augenscheinlich apathischer, bis er schließlich ‚nicht ansprechbar’ wirkte und jedenfalls auf Ansprachen nicht mehr reagierte. Diese Zustandsveränderung allein löste allerdings zunächst bei dem Angeklagten [Igor V.] noch keine erkennbare Beunruhigung aus und veranlasste ihn nicht dazu, die Wasserzufuhr zu beenden“. „Infolge [Condés] kontinuierlicher Bemühungen, Erbrochenes nicht nach Außen dringen zu lassen, […] trat im Zuge der sich bei Erbrechen und Wiederverschlucken kreuzenden Flüssigkeiten Wasser in [Condés] Atemwege, die zu einer Verminderung der Lungenfunktion und einer Beeinträchtigung der Sauerstoffversorgung des Organismus führte. Der [Arzt] und die Polizeibeamten waren der Meinung, dass [Condé] – entsprechend früher beobachtetem Verhalten von anderen aus Afrika stammenden Betroffenen – einen körperlichen Zusammenbruch bzw. eine Bewusstlosigkeit nur simulieren würde, um einen Abbruch der Maßnahme zu erreichen.“
Gegen 1:50 Uhr zeigte das Kontrollgerät eine Verschlechterung des Sauerstoffsättigungswerts an und schließlich gar keinen mehr. Der Arzt ging von einem Defekt aus. Aber auch nach dem Austausch des Fingersensors wurde kein Sauerstoffsättigungswert angezeigt. Zudem traten aus Condés Mund und Nase weißer Schaum aus. Der Arzt verließ den Raum und beauftragte den Wachhabenden an der Pforte einen Notarzt zu alarmieren, was um 1:54 Uhr durch Benachrichtigung der Feuerwehr geschah. Kurz nach 2:00 Uhr waren zwei Rettungssanitäter vor Ort. Condé saß noch immer auf dem Stuhl, an Händen und Füßen gefesselt. Die Sanitäter veranlassten, dass die Handschellen abgenommen wurden und Condé in Rückenlage gebracht wurde. Bis 2:06 wurde eine Stabilisierung der Vitalparameter angezeigt. Der Notarzt teilte den Eindruck nicht, dass Conde nur simuliere. Des Weiteren war er nicht der Ansicht, dass Condé ins Krankenhaus müsse. Igor V. wollte die Magenspülung fortsetzen und bat den Notarzt dazubleiben und dessen Messgeräte zu verwenden. Der Notarzt wandte sich ab, um seinen Einsatzbericht zu schreiben. Condé wurde nicht erneut körperlich untersucht und zwischen 2:10 Uhr und 2:15 Uhr wurde die Exkorporation unter Zwang (Condé versuchte erneut das Einführen der Sonde durch Kopfbewegungen zu verhindern, weshalb erneut sein Kopf fixiert wurde) fortgesetzt. Condé, dessen „mentale Reaktionsfähigkeit […] eingeschränkt und sein Bewusstsein eingetrübt [war]“, versuchte erneut das Erbrochene durch die Zähne zu filtern. Mehrmals erbrach sich Condé, wobei zwei weitere Kügelchen gesichert wurden, zunehmend ermattete er und „fiel erneut in Passivität und Lethargie und zeigte schließlich keine Reaktionen mehr auf das Geschehen. Parallel dazu nahm auch der Brechreiz merklich ab und verebbte schließlich.“ Um weiteres Erbrechen herbeizuführen, wirkte Igor V. mit einer Pinzette und einem Holzspatel mechanisch in den Rachenraum ein, wobei ein viertes Kügelchen gesichert wurde. Um 2:36 Uhr wurden bei Condé eine Atemfrequenz von nur noch drei Atemzügen pro Minute und eine Herzfrequenz von 34 Herzschlägen pro Minute gemessen. Der Notarzt versuchte den bewusstlosen Condé künstlich zu beatmen und pumpte das Wasser aus dessen Rachen. Um 2:40 Uhr begann die Intubation, bevor um 3:12 Uhr Condé in die Klinik gebracht wurde. Dort wurden später ein Lungenödem und eine Hirnschädigung festgestellt.
Condé verstarb am 7. Januar 2005 im Bremer St. Joseph-Stift an „cerebraler Hypoxie als Folge von Ertrinken nach Aspiration bei forciertem Erbrechen.“ „Eine nicht erkannte Herzvorschädigung trug allenfalls zu einer Aggravierung und Beschleunigung des hypoxischen Geschehens bei.“ „Die vier gesicherten Kügelchen wogen 402 mg und wiesen einen Wirkstoffanteil von 33 % aus.“ Bei der Obduktion wurde ein fünftes Kokainkügelchen gefunden (Handelswert je 20 €).

## Strafprozess gegen Igor V.
Ende April 2006 erhob die Staatsanwaltschaft Bremen Anklage gegen den („zur Tatzeit 41-jährigen“) Arzt Igor V.
Der Prozess begann im April 2008 vor dem Landgericht Bremen wegen des Vorwurfs der fahrlässigen Tötung unter Vorsitz von Bernd Asbrock. Anwältin der Nebenkläger (Condés Mutter und Bruder) war Elke Maleika. Am Ende des Prozesses, nach 24 Verhandlungstagen, plädierte sowohl die Staatsanwaltschaft als auch die Verteidigung auf Freispruch. Die Nebenklage beantragte eine Verurteilung. Das Gericht sprach V. am 4. Dezember 2008 frei. Der Freispruch wurde damit begründet, dass V. zwar objektive Fehler gemacht habe, die ursächlich für Condés Tod waren, er aber „wegen fehlender Erfahrung überfordert“ gewesen sei. Es sei nicht möglich gewesen ihm nachzuweisen, dass er fahrlässig gehandelt habe.
Die Anwältin von Condés Familie legte Revision beim Bundesgerichtshof (BGH) ein. Dieser hob am 29. April 2010 das Urteil auf (AZ.: 5 StR 18/10), weil die Beweiswürdigung des Landgerichts „es unterlässt, alle in die Bewertung einzubeziehenden rechtlichen Maßstäbe zu beachten“. In der Pressemitteilung heißt es dazu: „[Für die Aufhebung des Freispruchs] ausschlaggebend war, dass das Landgericht die getroffenen Feststellungen nicht unter allen den Angeklagten betreffenden beruflichen Sorgfaltspflichten bewertet hat. So habe der Angeklagte den Betroffenen nicht über gesundheitliche Risiken bei zwangsweisem Brechmitteleinsatz aufgeklärt und nach einer ersten Ohnmacht unter menschenunwürdigen Umständen weitergehandelt. Den unerfahrenen und mit einem solchen Eingriff stark überforderten Angeklagten treffe auch ein Übernahmeverschulden, das durch ebenfalls todesursächliche Pflichtverletzungen Dritter (Notarzt, Organisatoren des Beweismittelsicherungsdienstes) nicht beseitigt werden konnte. Diese seien – bisher unbehelligt gebliebene – Nebentäter. Der 5. Strafsenat hat zudem die Erwägungen als rechtsfehlerhaft bewertet, auf Grund derer das Landgericht eine subjektive Pflichtverletzung des Angeklagten infolge der Anwesenheit und (beschränkten) Mitwirkung des Notarztes verneint hatte.“ Der Fall wurde an eine Schwurgerichtkammer des Landgerichts zurückverwiesen.
In der Neuverhandlung am Landgericht Bremen im Jahr 2011 beantragte die Staatsanwaltschaft eine neunmonatige Freiheitsstrafe wegen fahrlässiger Tötung und vorsätzlicher Körperverletzung, die zur Bewährung ausgesetzt werden sollte; die Verteidigung plädierte wieder auf einen Freispruch. Das Gericht sprach V. am 14. Juni 2011 (erneut) frei, weil es einen Herzfehler Condés als todesursächlich ansah. Nach der Revision der Nebenklage hob der Bundesgerichtshof am 20. Juni 2012 das Urteil (erneut) auf (AZ.: 5 StR 536/11).
Das dritte Verfahren begann am 9. April 2013 unter dem Vorsitz von Barbara Lätzel. V. äußerte in dem Verfahren „großes Bedauern“ über den Todesfall, an dem er „schwer zu tragen“ habe und an dem seine Ehe zerbrochen sei. Des Weiteren gab er an, psychiatrische Hilfe in Anspruch zu nehmen. Der Prozess wurde Anfang November 2013, unter der Auflage, dass der Angeklagte V. 20.000 € an die Mutter des Opfers zahlt, eingestellt. V. befand sich, auch durch die lange Verfahrensdauer, in stationärer psychiatrischer Behandlung. Ob er wieder verhandlungsfähig geworden wäre, sei nicht abzusehen gewesen.

## Weitere Verfahren
Condés Mutter erstritt vom Land Bremen 10.000 € Schmerzensgeld.
Ein Ermittlungsverfahren gegen den Notarzt wurde eingestellt.
Der ehemalige Bremer Bürgermeister Henning Scherf war im September 2013 im dritten Prozess als Zeuge geladen. Da er nicht pünktlich erschienen war, wurde ein Ordnungsgeld in Höhe von 150 € gegen ihn verhängt. Die Vorsitzende Richterin erreichte ihn telefonisch; Scherf erschien dann vor Gericht. Er gab an, dass er erst in der Nacht von einer Segeltour in Grönland zurückgekommen sei, und die Vorverlegung von 13 Uhr auf 9:15 Uhr nicht mitbekommen habe. Nach Angaben der Frankfurter Rundschau war dies unwahr. Er sei bereits seit mehreren Tagen wieder in Deutschland gewesen, und dort auf Wahlkampftour. Auch soll er rechtzeitig über die Verlegung informiert gewesen sein. Die Staatsanwaltschaft Bremen ermittelte daraufhin gegen ihn wegen des Verdachts der uneidlichen Falschaussage. Gegen Zahlung von 5000 € an einen gemeinnützigen Zweck wurde das Verfahren eingestellt.

## Aufarbeitung
Im September 2013 schrieb der Geschäftsführer der SPD-Fraktion, Frank Pietrzok, einen Brief an die Initiative in Gedenken an Laye Condé, in dem er „sein Mitgefühl an die Familie und Freunde Condés ausgedrückt und den Brechmittel-Einsatz als unwürdige Praxis bezeichnet. Ihn nicht bereits 2001 nach dem Tod von Achidi John beendet zu haben, habe sich 'rückblickend als schlimmer Fehler erwiesen'.“ Laye-Alama Condés Bruder, Bangaly Condé, gab in einem Interview Anfang Januar 2014 an, keine Entschuldigung seitens der Regierung erhalten zu haben. Bremens Innensenator Ulrich Mäurer und Polizeipräsident, Lutz Müller, entschuldigten sich 2014 für den Einsatz des Brechmittels. Die Polizei Bremen wolle aus den Fehlern lernen. Am 3. Januar 2014 erschien eine Broschüre der Polizei Bremen, die als „Anschauungs- und Fortbildungsmaterial für Polizisten“ dienen soll.

„'Für uns heiligt auch der Zweck nicht die Mittel […]. Unter polizeilicher Obhut darf auch bei rechtlich legitimierter Gewaltanwendung kein Mensch ums Leben bzw. nachhaltig zu Schaden kommen'. Müller will '…, dass wir und nachfolgende Generationen von Polizistinnen und Polizisten sich mit dem Tod von Laye-Alama Condé und den Begleitumständen ernsthaft, vorwurfs- und vorurteilsfrei auseinandersetzen'“

„Als Mahnung hängte [Müller] sogar ein Porträt des getöteten Straßendealers in seinem Büro auf.“ Mäurer wird mit den Worten „Den Tod von Laye-Alama Condé bedauere ich zutiefst“ zitiert.

„Die Details dieser Nacht lassen uns fassungslos zurück. Warum hat keiner der Beteiligten rechtzeitig interveniert? Eine Frage, die für mich bis heute unbeantwortet ist.“

Am 11. Todestag Condés, dem 7. Januar 2016, erinnerten Schauspieler des Theaters am Goetheplatz an den Tod Condés.
Es gibt Überlegungen, ein Denkmal an den Todesfall zu errichten.
Vor der Kassenhalle des Theaters am Goetheplatz erinnert seit Februar 2018 eine Installation als „mobiler Gedenkort“ an den Tod von Condé.
2010 drehte Verena Jahnke den 20-minütigen Kurzfilm „Rausch“, für den sie den Deutschen Menschenrechts-Filmpreis gewann.
Die Ausgangssituation des Films basiert auf diesen Fall, die Handlung wird allerdings dramatisiert dargestellt (Tod in derselben Nacht).

### Henning Scherf
Nach Angaben in der taz aus dem Jahr 2013 hatte Scherf nie wegen der Brechmittel-Praxis um Entschuldigung gebeten oder Reue gezeigt. Im Januar 2017 sagte Scherf im Kundenmagazin der Allianz-Versicherungsgruppe: „Ich fühle mich schuldig, dass ich den Tod dieses Menschen möglich gemacht oder zumindest dieses Verfahren gerechtfertigt habe.“ In einem kurz darauf erschienenen Interview mit dem Weser-Kurier ging Scherf näher darauf ein. Ihn belaste es schwer, dass „damals in meinem Verantwortungsbereich ein Mensch in Polizeigewahrsam zu Tode gekommen ist“. Seine Regierung habe „damals Kinder und Jugendliche vor Drogendealern schützen“ wollen, allerdings seien auch Dealer schutzwürdig. Er habe „Brechmitteleinsätze nicht gebremst“, weil er dachte, das sei unangenehm, gehöre aber dazu. „Doch der Zweck heiligt nicht die Mittel. Ich will diese immer wieder verdrängte Schuld annehmen.“ Seinen Termin bei Gericht im September 2013 nannte Scherf „missraten“. Er „habe den Gerichtstermin überhaupt nicht ernst genommen.“ Weiter sagte Scherf: „Ich war überhaupt nicht auf diesen Gerichtstermin vorbereitet, ich Idiot habe den Termin fast verbaselt. Ich habe gedacht, ich könnte das so mit links machen. Ich bin da richtig reingetapert, sehr leichtsinnig. Weil ich den Tod von Laye-Alama Condé wahrscheinlich verdrängen wollte.“